# Kanton Corrèze
Der Kanton Corrèze war von 1790 bis 2015 ein französischer Wahlkreis im Arrondissement Tulle, im Département Corrèze und in der damaligen Region Limousin. Er umfasste neun Gemeinden; sein Hauptort (frz.: chef-lieu) war Corrèze. Die landesweiten Änderungen in der Zusammensetzung der Kantone brachten im März 2015 seine Auflösung.
Der Kanton Corrèze war 220,90 km² groß und hatte 3421 Einwohner (Stand: 2012).

## Gemeinden
| Gemeinde           | Einwohner (Stand: 2022) | Code Postal | Code Insee |
| ------------------ | ----------------------- | ----------- | ---------- |
| Bar                | 307                     | 19800       | 19016      |
| Chaumeil           | 166                     | 19390       | 19051      |
| Corrèze            | 1173                    | 19800       | 19062      |
| Eyrein             | 510                     | 19800       | 19081      |
| Meyrignac-l’Église | 63                      | 19800       | 19137      |
| Orliac-de-Bar      | 256                     | 19390       | 19155      |
| Saint-Augustin     | 417                     | 19390       | 19181      |
| Sarran             | 274                     | 19800       | 19251      |
| Vitrac-sur-Montane | 239                     | 19800       | 19287      |